# Saint-Germain-sur-l'Arbresle
Saint-Germain-sur-l'Arbresle és un antic municipi de França, situat al departament del Roine i a la regió de Alvèrnia - Roine-Alps. L'any 2007 tenia 1.329 habitants.
L'1 de gener de 2013, Saint-Germain-sur-l'Arbresle va fusionar amb Nuelles i formar el municipi nou de Saint-Germain-Nuelles.

## Demografia

### Població
El 2007 la població de fet de Saint-Germain-sur-l'Arbresle era de 1.329 persones. Hi havia 484 famílies de les quals 92 eren unipersonals (32 homes vivint sols i 60 dones vivint soles), 148 parelles sense fills, 216 parelles amb fills i 28 famílies monoparentals amb fills.
La població ha evolucionat segons el següent gràfic:
Habitants censats

### Habitatges
El 2007 hi havia 554 habitatges, 483 eren l'habitatge principal de la família, 38 eren segones residències i 32 estaven desocupats. 518 eren cases i 36 eren apartaments. Dels 483 habitatges principals, 406 estaven ocupats pels seus propietaris, 58 estaven llogats i ocupats pels llogaters i 19 estaven cedits a títol gratuït; 5 tenien una cambra, 15 en tenien dues, 39 en tenien tres, 109 en tenien quatre i 315 en tenien cinc o més. 375 habitatges disposaven pel capbaix d'una plaça de pàrquing. A 170 habitatges hi havia un automòbil i a 294 n'hi havia dos o més.

### Piràmide de població
La piràmide de població per edats i sexe el 2009 era:
| Homes | Edats   | Dones |
| ----- | ------- | ----- |
| 0     | 95 o +  | 0     |
| 4     | 90 a 94 | 0     |
| 0     | 85 a 89 | 0     |
| 8     | 80 a 84 | 0     |
| 4     | 75 a 79 | 20    |
| 16    | 70 a 74 | 16    |
| 20    | 65 a 69 | 28    |
| 28    | 60 a 64 | 20    |
| 32    | 55 a 59 | 32    |
| 40    | 50 a 54 | 32    |
| 28    | 45 a 49 | 28    |
| 44    | 40 a 44 | 56    |
| 52    | 35 a 39 | 48    |
| 72    | 30 a 34 | 52    |
| 16    | 25 a 29 | 56    |
| 32    | 20 a 24 | 8     |
| 52    | 15 a 19 | 40    |
| 56    | 10 a 14 | 40    |
| 44    | 5 a 9   | 44    |
| 32    | 0 a 4   | 44    |

## Economia
El 2007 la població en edat de treballar era de 862 persones, 646 eren actives i 216 eren inactives. De les 646 persones actives 614 estaven ocupades (314 homes i 300 dones) i 32 estaven aturades (14 homes i 18 dones). De les 216 persones inactives 81 estaven jubilades, 94 estaven estudiant i 41 estaven classificades com a «altres inactius».

### Ingressos
El 2009 a Saint-Germain-sur-l'Arbresle hi havia 476 unitats fiscals que integraven 1.340,5 persones, la mediana anual d'ingressos fiscals per persona era de 22.801 €.

### Activitats econòmiques
Dels 41 establiments que hi havia el 2007, 1 era d'una empresa alimentària, 1 d'una empresa de fabricació de material elèctric, 2 d'empreses de fabricació d'altres productes industrials, 9 d'empreses de construcció, 4 d'empreses de comerç i reparació d'automòbils, 2 d'empreses de transport, 2 d'empreses d'hostatgeria i restauració, 1 d'una empresa d'informació i comunicació, 5 d'empreses financeres, 3 d'empreses immobiliàries, 6 d'empreses de serveis, 3 d'entitats de l'administració pública i 2 d'empreses classificades com a «altres activitats de serveis».
Dels 9 establiments de servei als particulars que hi havia el 2009, 1 era un paleta, 2 fusteries, 2 lampisteries, 2 perruqueries, 1 restaurant i 1 agència immobiliària.
L'únic establiment comercial que hi havia el 2009 era una fleca.
L'any 2000 a Saint-Germain-sur-l'Arbresle hi havia 34 explotacions agrícoles que ocupaven un total de 247 hectàrees.

## Equipaments sanitaris i escolars
El 2009 hi havia una escola elemental.

## Poblacions més properes
El següent diagrama mostra les poblacions més properes.